# U mềm lây
Molluscum contagiosum (MC) là một bệnh nhiễm da do virus hoặc đôi khi màng nhầy, đôi khi được gọi là mụn cóc nước. Nó được gây ra bởi một poxvirus DNA được gọi là molluscum contagiosum virus (MCV. MCV không có natural reservoir không phải con người (chỉ lây nhiễm cho con người). Có bốn loại của MCV, MCV-1 đến -4; MCV-1 là phổ biến nhất và MCV-2 thường được nhìn thấy ở người lớn và thường lây truyền qua đường tình dục. Bệnh do virus phổ biến này có một tỷ lệ cao hơn ở trẻ em, người lớn có hoạt động tình dục, và những người suy giảm miễn dịch, và nhiễm trùng phổ biến nhất ở trẻ em từ 1-10 tuổi. MC có thể ảnh hưởng đến bất kỳ khu vực của da. nhưng phổ biến nhất trên các thân cây của cơ thể, tay và chân. Nó được lan truyền thông qua tiếp xúc trực tiếp hoặc các mục được chia sẻ như quần áo hoặc khăn tắm.
Virus này truyền thông qua tiếp xúc da với nhau. Điều này bao gồm quan hệ tình dục hoặc chạm hoặc gãi da gà và sau đó chạm vào da. Xử lý các đối tượng có virus nào (fomite), chẳng hạn như một chiếc khăn, cũng có thể dẫn đến nhiễm trùng. Virus có thể lây lan từ một phần của cơ thể khác hoặc cho người khác. Vi rút này có thể lây lan ở trẻ em chăm sóc ban ngày hoặc ở trường. Molluscum contagiosum lây truyền nhiễm cho đến khi chỗ da sưng không còn nữa (đó, nếu không được điều trị có thể kéo dài đến 6 tháng hoặc lâu hơn).
Thời gian từ nhiễm trùng đến sự xuất hiện các tổn thương có thể dao động lên đến 6 tháng, với thời gian ủ bệnh trung bình giữa 2 và 7 tuần.
Phụ nữ cạo lông mu dễ bị lây nhiễm bệnh này khi quan hệ tình dục.